# Coppa di Francia 2005-2006 (hockey su pista)
La Coppa di Francia 2005-2006 è stata la 5ª edizione della principale coppa nazionale francese di hockey su pista. Il torneo ha avuto inizio il 7 gennaio e si è concluso il 10 giugno 2006.
Il trofeo è stato conquistato dal La Vendéenne per la seconda volta nella sua storia superando in finale il SCRA Saint-Omer.

## Risultati

### Primo turno
| Squadra 1       | Risultato | Squadra 2         |
| --------------- | --------- | ----------------- |
| Callac          | 4 - 2     | Crehen            |
| Loudéac         | 4 - 3     | Plouguerneau      |
| Saint-Sébastien | 7 - 8     | ASTA Nantes       |
| Bouguenais      | 3 - 4     | Nantes Longchamps |
| Toulouse        | 2 - 10    | Gujan-Mestras     |
| Paris           | 2 - 5     | Roubaix           |

### Secondo turno
| Squadra 1         | Risultato | Squadra 2         |
| ----------------- | --------- | ----------------- |
| Quintin           | 1 - 5     | Plonéour-Lanvern  |
| Loudéac           | 4 - 5     | Quévert           |
| Pacé              | 1 - 2     | Ergué-Gabéric     |
| ASTA Nantes       | 0 - 8     | Nantes            |
| La Vendéenne      | 5 - 0     | Saint-Brieuc      |
| Callac            | 1 - 5     | Quimper           |
| Mouilleron        | 5 - 4     | Nantes Longchamps |
| Laval             | 2 - 25    | Ploufragan        |
| Gujan-Mestras     | 2 - 4     | Mérignac          |
| Pau               | 1 - 11    | Coutras           |
| Briard            | 1 - 20    | SCRA Saint-Omer   |
| Sporting Fontenay | 4 - 5     | Roubaix           |
| Tourcoing         | 3 - 6     | Noisy-le-Grand    |
| Moulins 03        | 0 - 7     | Aix-les-Bains     |
| Voiron            | 6 - 5     | Vaulx-en-Velin    |
| Seynod            | 3 - 2     | Lione             |

### Ottavi di finale
| Squadra 1        | Risultato | Squadra 2       |
| ---------------- | --------- | --------------- |
| Plonéour-Lanvern | 1 - 2     | Noisy-le-Grand  |
| Voiron           | 0 - 5     | Quévert         |
| Ergué-Gabéric    | 1 - 7     | La Vendéenne    |
| Seynod           | 3 - 10    | SCRA Saint-Omer |
| Mérignac         | 3 - 4     | Ploufragan      |
| Roubaix          | 7 - 4     | Aix-les-Bains   |
| Quimper          | 11 - 9    | Nantes          |

### Quarti di finale
| Squadra 1       | Risultato | Squadra 2      |
| --------------- | --------- | -------------- |
| Coutras         | 4 - 3     | Noisy-le-Grand |
| Quévert         | 3 - 8     | La Vendéenne   |
| SCRA Saint-Omer | 5 - 3     | Ploufragan     |
| Roubaix         | 4 - 2     | Quimper        |

### Semifinali
| Squadra 1       | Risultato | Squadra 2    |
| --------------- | --------- | ------------ |
| Coutras         | 0 - 1     | La Vendéenne |
| SCRA Saint-Omer | 6 - 1     | Roubaix      |

### Finale
| 10 giugno 2006 | SCRA Saint-Omer | 3 – 5 | La Vendéenne |  |